# Mont Alto
Mont Alto es un borough ubicado en el condado de Franklin en el estado estadounidense de Pensilvania. En el año 2000 tenía una población de 1,357 habitantes y una densidad poblacional de 903 personas por km².

## Geografía
Mont Alto se encuentra ubicado en las coordenadas 39°50′36″N 77°33′18″O / 39.84333, -77.55500.

## Demografía
Según la Oficina del Censo en 2000 los ingresos medios por hogar en la localidad eran de $37,163 y los ingresos medios por familia eran $41,705. Los hombres tenían unos ingresos medios de $32,169 frente a los $21,579 para las mujeres. La renta per cápita para la localidad era de $17,216. Alrededor del 4.7% de la población estaba por debajo del umbral de pobreza.